# Маковский, Егор Иванович
Его́р Ива́нович Мако́вский (1802, Звенигород — 1886, Москва) — русский гражданский чиновник, художник-любитель и коллекционер, один из основателей Московского училища живописи, ваяния и зодчества; отец живописцев Александры, Константина, Николая и Владимира Маковских, их первый творческий наставник. Почётный член Московского художественного общества.

## Биография

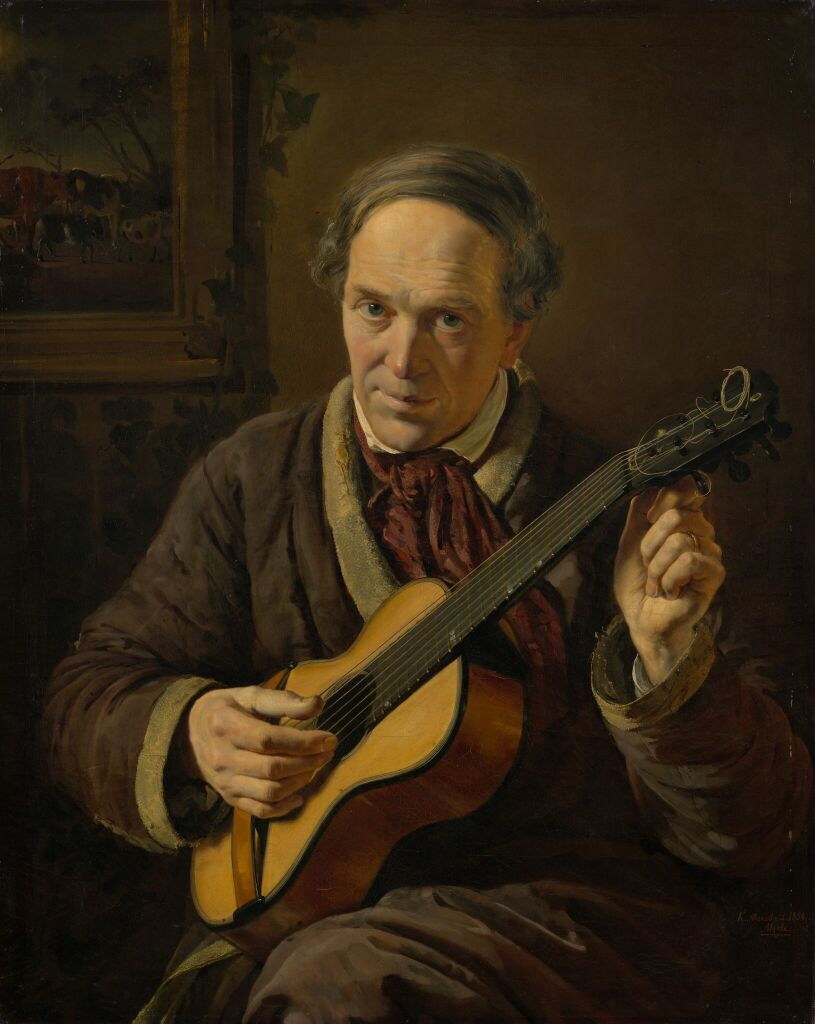
К. Е. Маковский. «Портрет Е. И. Маковского». 1856 г. Третьяковская галерея.

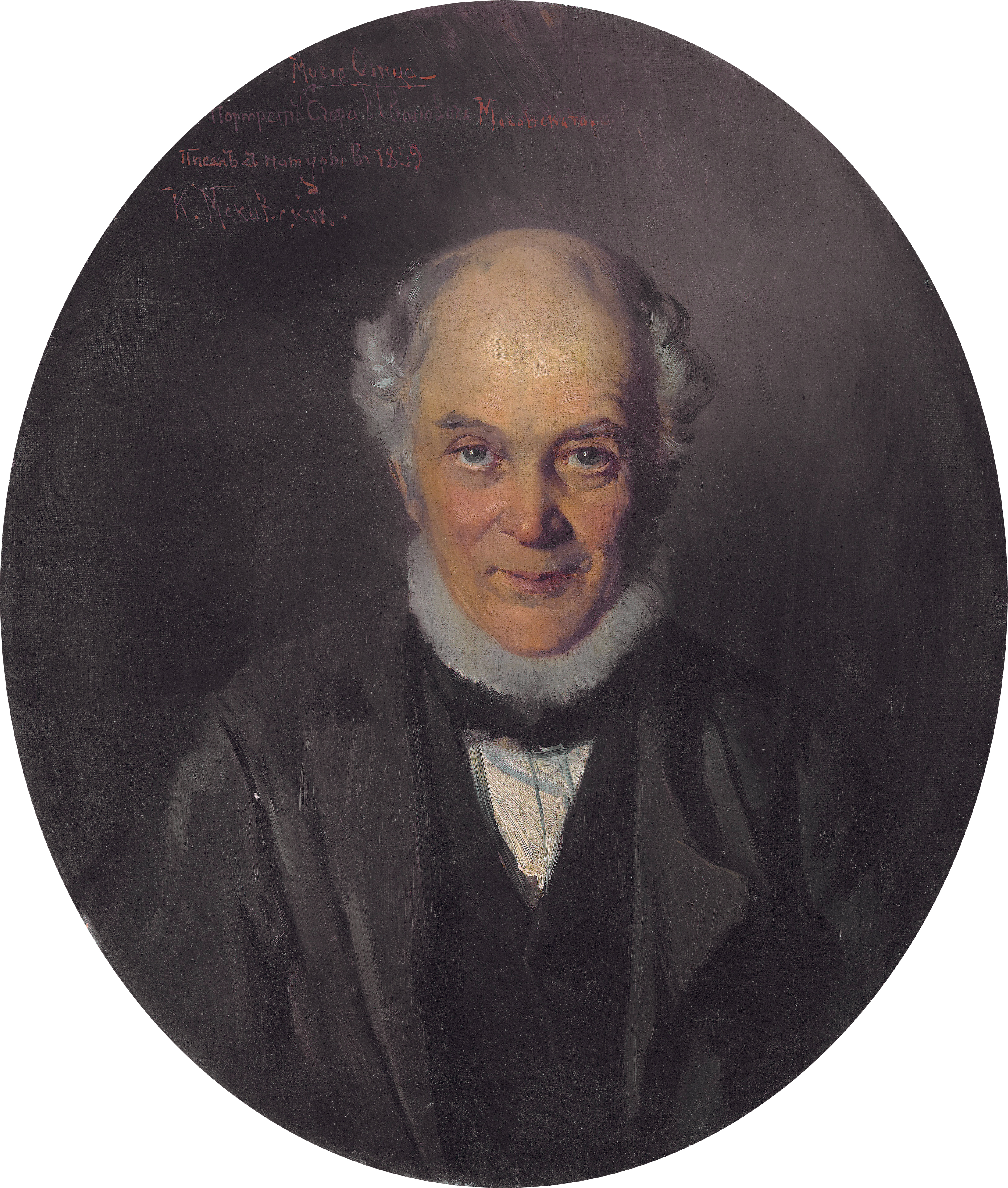
К. Е. Маковский. «Портрет Е. И. Маковского». 1859 г. Частная коллекция.

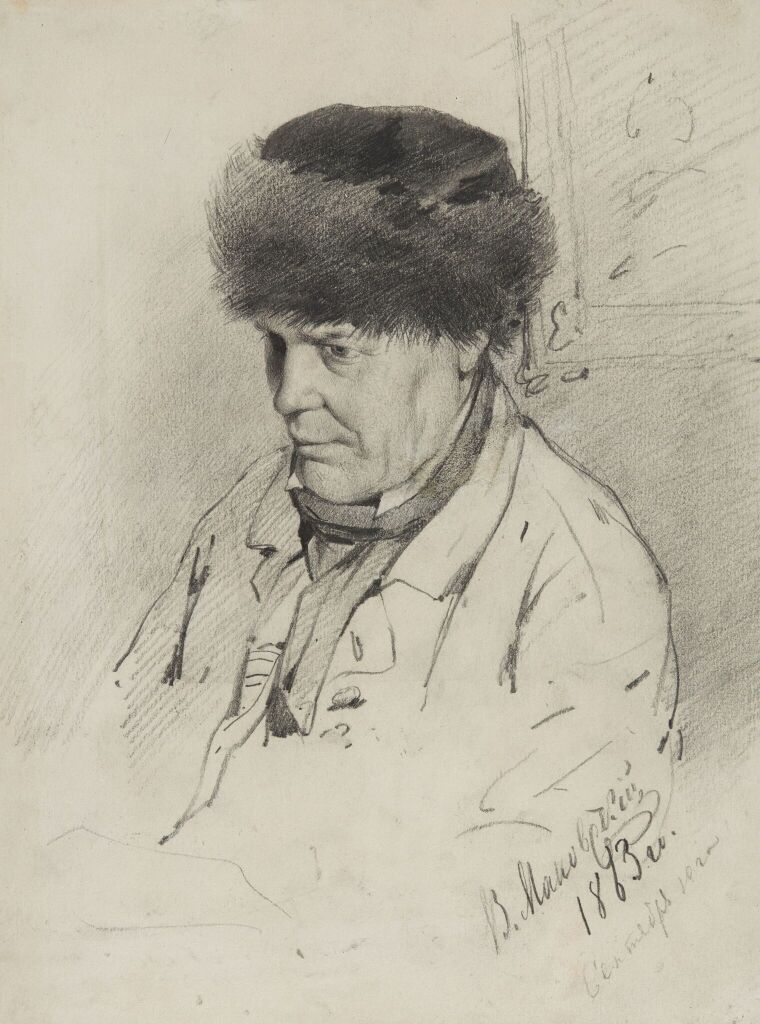
В. Е. Маковский. «Портрет Е. И. Маковского». 1863 г. Третьяковская галерея

Родился 14 (26) апреля 1802 года (по другим данным в 1800 году) в Звенигороде Московской губернии в семье обрусевшего поляка Ивана Борисовича Маковского (служил протоколистом в Дворянской опеке при предводителе Д. А. Олсуфьеве). Детство Егора прошло в Звенигороде. До одиннадцати лет он воспитывался в доме своего крестного — Василия Марковича Короткова.
В 1813 году был записан на службу в Звенигородский магистрат. Однако вскоре после переезда семьи в Данковский уезд, был определён на службу в уездный суд.
В 1818 году Маковский приехал в Москву, где прожил до конца жизни. Служил в канцелярии Комиссии по сооружению храма Христа Спасителя помощником бухгалтера. В 1827 году его приняли на должность бухгалтера Экспедиции кремлёвских строений, возглавляемой князем Н. Б. Юсуповым. Здесь он прослужил до глубокой старости.
Работая бухгалтером, любил искусство, играл на гитаре, беря уроки у гитариста И. В. Богданова. Сам писал портреты-миниатюры, а также копии с картин, хранившихся в Большом Кремлёвском дворце. Одновременно продолжал собирательскую деятельность отца — покупал редкие гравюры. После смерти коллекцию гравюр унаследовал его сын Владимир.
Был в дружеских отношениях с К. П. Брюлловым, В. А. Тропининым, С. К. Зарянко, И. П. Витали, П. Ф. Соколовым.
Умер 9 (21) августа 1886 года в своей квартире в Москве. Был похоронен на Ваганьковском кладбище (1 уч.); могила утрачена.

## Семья

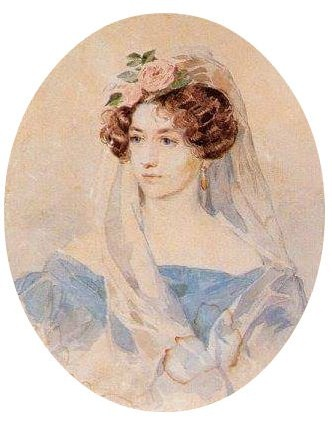
Неизвестный художник. «Портрет Л. К. Молленгауер». 1820-е гг.

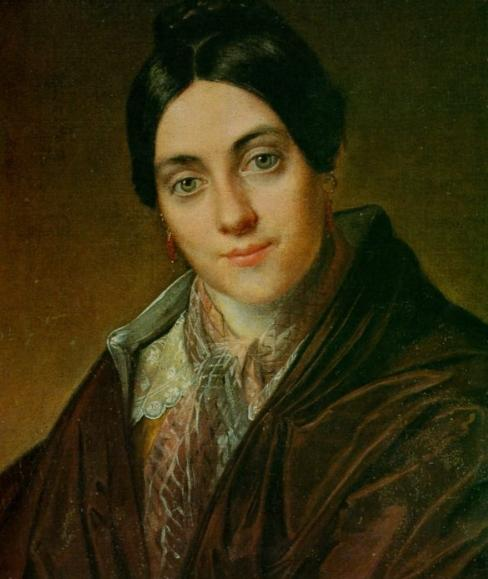
В. А. Тропинин. «Портрет Л. К. Маковской». 1830 г.

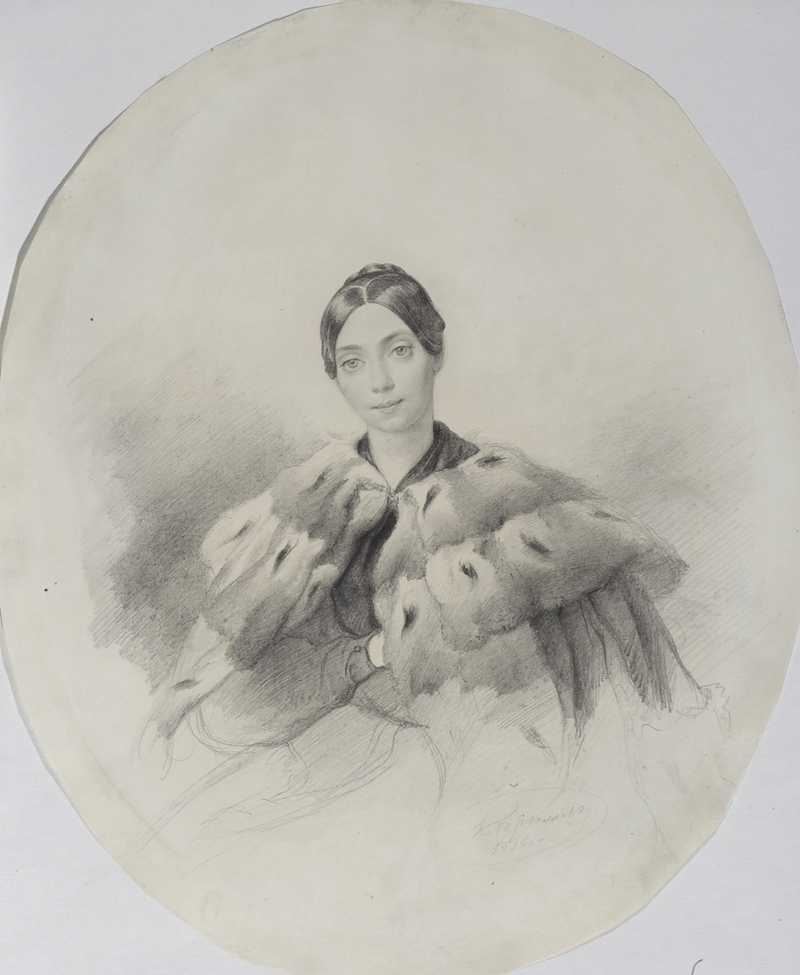
К. П. Брюллов. «Портрет Л. К. Маковской». 1830-е гг.

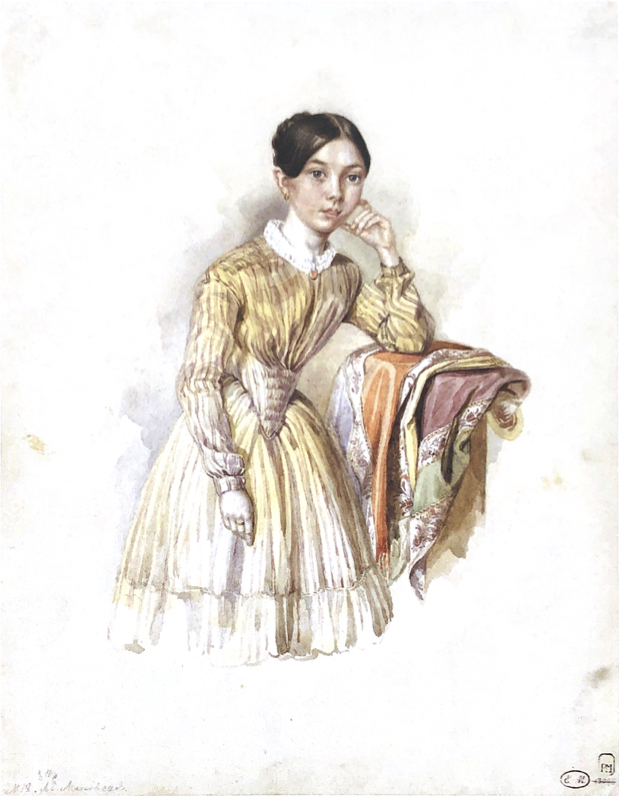
Маковский Е. И. «Портрет А. Е. Маковской». 1850-е гг.

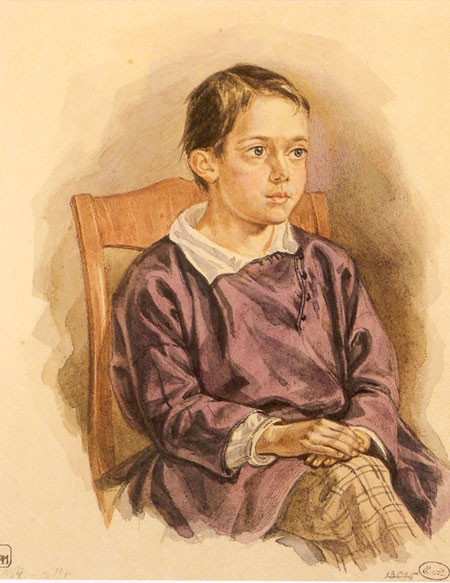
Маковский Е. И. «Портрет Н. Е. Маковского». 1850-е гг.

Жена — Любовь Корниловна Молленгауэр (1800—1893), знаменитая московская красавица, дочь купца третьей гильдии, немецкого фабриканта музыкальных инструментов выходца из Померании. Смолоду готовилась к артистической карьере, была одаренной певицей, обладательницей редкого по красоте и выразительности сопрано, с успехом выступала в концертах. После замужества пела на домашних музыкальных вечерах, устраиваемых семье Маковских. В 1866 году, когда открылась московская консерватория, Николай Рубинштейн пригласил Маковскую в качестве учительницы пения. По словам современника, она была прекрасная женщина, большая мастерица создавать необыкновенно вкусные блюда, в доме её всегда было весело, царила необыкновенная простота и радушие, и полная чаша была для всех собравшихся гостей. Брак её после долгих семейных раздоров, закончился разводом. Проживала до самой смерти в Петербурге в скромной квартире на Лиговке. «Невысокая, изящная, вкрадчивая, в старомодном шелковом платье, — писал о Маковской внук, — она не любила столичного общества, чувствовала себя в кругу светских петербуржцев не в своей среде и жила по-провинциальному, с дочерью Александрой, добродушнейшей и восторженной старой девицей. Любила вспоминать далекую Москву и рассказывала, как пела когда-то с лучшими певцами».
Дети и внуки:
- Мария (1836— ?), в замужестве Смирнова.
- Александра (1837—1915), художница-пейзажистка.
- Константин (1839—1915), живописец.
  - Маковский, Сергей Константинович
  - Лукш-Маковская, Елена Константиновна
- Николай (1841—1886), живописец.
- Владимир (1846—1920), живописец и график.
  - Маковский, Александр Владимирович